# Aabar Investments
Aabar Investments är en emiratisk fond baserad i Abu Dhabi. Den kontrolleras av Abu Dhabis regering via företaget Petroleum Investment. 
Aabar är sedan mars 2009 den största ägare i den tyska biltillverkaren Daimler AG som främst tillverkar Mercedes-Benz.